# Kömpöc
Kömpöc község Bács-Kiskun vármegye Kiskunmajsai járásában.

## Fekvése
Kömpöc az Alföld Duna-Tisza közének Kiskunság tájegységén fekszik, a megye keleti szélén, közigazgatási területe keleten már Csongrád-Csanád vármegyével határos.
A szomszédos települések: észak felől Csengele, délkelet felől Balástya, délnyugat felől Csólyospálos, északnyugat felől pedig Kiskunmajsa. Utóbbi központjától 12 kilométerre fekszik, így a legközelebbi város a 11 kilométerre elhelyezkedő, már Csongrád-Csanád vármegyéhez tartozó Kistelek.

### Megközelítése
A község csak közúton érhető el, Kiskunmajsa és Kistelek felől egyaránt az 5411-es úton, Csólyospálossal pedig az 5442-es út köti össze.

## Története
A község neve feltehetőleg egy Kömpöcz nevű vitéz után származik. Több mint 200 évvel ezelőtt ez a pusztaság az egri érsek birtokába került. Az első betelepülők 1850-52 környékén jöttek, és a mai belterület helyén építettek, náddal, szalmával fedett kunyhószerű építményeket. A helyiek szerint állítólag jártak itt betyárok is, Rózsa Sándor és Bogár Imre is. Az addig közigazgatásilag Kiskunmajsához tartozó terület 1950-ben lett önálló község, akkor 1335-en lakták. A dátum bekerült a község címerébe is. A település lakossága többségben állattenyésztéssel és növénytermesztéssel foglalkozik a mai napig is. 1994-ben az utcák szilárd burkolatot kaptak.

## Közélete

### Polgármesterei
- 1990–1994: Túri Mihály (MDF-SZDSZ)[4]
- 1994–1998: Túri Mihály (MDF)[5]
- 1998–2002: Szanka Péter (független)[6]
- 2002–2006: Szanka Péter Géza (független)[7]
- 2006–2010: Szanka Péter Géza (független)[8]
- 2010–2014: Tisoczki László (független)[9]
- 2014–2019: Tisoczki László (független)[10]
- 2019–2024: Tisoczki László (Fidesz-KDNP-Nemzeti Fórum Egyesület)[11]
- 2024– : Tisoczki László (Fidesz-KDNP-Nemzeti Fórum Egyesület)[1]

## Népesség
A település népességének változása:
| Lakosok száma | 687  | 678  | 657  | 636  | 679  | 661  | 662  |
|               | 2013 | 2014 | 2018 | 2021 | 2022 | 2023 | 2024 |

A 2011-es népszámlálás során a lakosok 88,9%-a magyarnak, 1,4% cigánynak, 1,3% németnek, 0,3% románnak mondta magát (10,4% nem nyilatkozott; a kettős identitások miatt a végösszeg nagyobb lehet 100%-nál). A vallási megoszlás a következő volt: római katolikus 82,7%, református 2,6%, evangélikus 0,3%, felekezeten kívüli 2,3% (12,2% nem nyilatkozott).
2022-ben a lakosság 90,7%-a vallotta magát magyarnak, 1% cigánynak, 1% németnek, 0,3% horvátnak, 0,1-0,1% ukránnak, görögnek, szerbnek és románnak, 1,2% egyéb, nem hazai nemzetiségűnek (8,4% nem nyilatkozott; a kettős identitások miatt a végösszeg nagyobb lehet 100%-nál). Vallásuk szerint 60,7% volt római katolikus, 0,6% református, 0,1% evangélikus, 1,8% egyéb keresztény, 2,8% egyéb katolikus, 4,1% felekezeten kívüli (29,7% nem válaszolt).

## Idegen elnevezései
A településnek két horvát neve létezik. A csikériai horvátok Kempacnek, a tompai horvátok Kompacnak nevezték.